# Kondareddihalli, Gudibanda
Kondareddihalli là một làng thuộc tehsil Gudibanda, huyện Kolar, bang Karnataka, Ấn Độ.